# Bulbophyllum coriscense
Bulbophyllum coriscense là một loài phong lan thuộc chi Bulbophyllum.